# Stazione meteorologica di Imperia

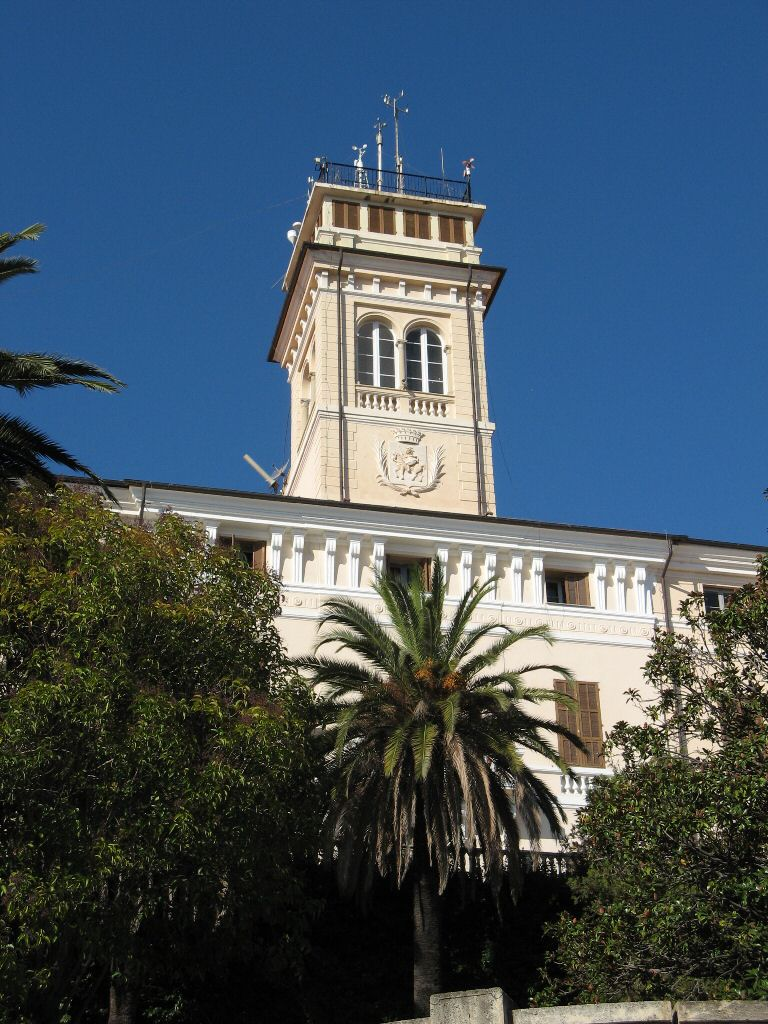
La torre dell'osservatorio meteorologico e sismico con i vari strumenti meteorologici.

La stazione meteorologica di Imperia è la stazione meteorologica di riferimento per l'Organizzazione Meteorologica Mondiale, per il Servizio Meteorologico dell'Aeronautica Militare e per l'agenzia regionale per la protezione ambientale della Liguria relativa alla città di Imperia.

## Storia
La stazione meteorologica venne attivata nel 1876 presso l'osservatorio meteorologico e sismico di Porto Maurizio, situato lungo il viale della Rimembranza.
Con l'istituzione dell'Ufficio Centrale di Meteorologia, la stazione ne entrò a far parte della rete fornendo i dati registrati per la compilazione dei bollettini giornalieri e degli annali.
Nel corso del Novecento, i dati registrati dalla stazione termopluviometrica sono stati forniti anche al Ministero dei lavori pubblici per la compilazione degli annali idrologici fino al 1998. Nel frattempo, anche il Servizio Meteorologico dell'Aeronautica Militare ha iniziato ad archiviare i dati registrati dalla stazione meteorologiche, inizialmente contrassegnata dal codice WMO 16150, recentemente cambiato in 16154 a seguito dell'installazione della stazione automatica DCP.
Dal 2003 la stazione meteorologica ha iniziato a fornire i dati anche all'ARPAL, l'agenzia regionale per la protezione ambientale della regione Liguria che a sua volta ha provveduto all'installazione di una centralina automatica per la raccolta dei dati in tempo reale.
Nel 2023 entra a far parte della lista di stazioni meteorologiche storiche, riconoscimento ottenuto dall'Organizzazione meteorologica mondiale.

## Caratteristiche
La stazione meteorologica si trova nell'Italia nord-occidentale, in Liguria, nel comune di Imperia, nel quartiere di Porto Maurizio, a 71 metri s.l.m. e alle coordinate geografiche 43°52′45.92″N 8°00′58.98″E.
L'osservatorio meteorologico e sismico è gestito dal Comune di Imperia ed effettua collaborazioni in ambito climatologico con l'Università degli Studi di Torino.

## Dati climatologici
In base alla media trentennale di riferimento climatico 1961-1990 convenzionalmente fissata dall'Organizzazione Meteorologica Mondiale, la temperatura media del mese più freddo, gennaio, si attesta a +9,8 °C; quella dei mesi più caldi, luglio e agosto, è di +23,8 °C.
Le precipitazioni medie annue si aggirano tra i 650 e i 700 mm, distribuite mediamente in 60 giorni, con minimo in estate e picco in autunno.
L'eliofania assoluta media annua si attesta a 7 ore giornaliere, con minimo di 4,5 ore giornaliere in gennaio e massimo di 10,5 ore giornaliere a luglio.
Il vento si caratterizza per una velocità media annua pari a 4,2 m/s, con minimo di 3,8 m/s in gennaio e massimo di 4,6 m/s in aprile; le direzioni prevalenti sono di grecale nel periodo compreso tra ottobre e marzo e di libeccio nel periodo tra aprile e settembre.
| Imperia                            | Mesi   | Mesi   | Mesi   | Mesi   | Mesi   | Mesi   | Mesi   | Mesi   | Mesi   | Mesi   | Mesi   | Mesi   | Stagioni | Stagioni | Stagioni | Stagioni | Anno |
| Imperia                            | Gen    | Feb    | Mar    | Apr    | Mag    | Giu    | Lug    | Ago    | Set    | Ott    | Nov    | Dic    | Inv      | Pri      | Est      | Aut      | Anno |
| ---------------------------------- | ------ | ------ | ------ | ------ | ------ | ------ | ------ | ------ | ------ | ------ | ------ | ------ | -------- | -------- | -------- | -------- | ---- |
| T. max. media (°C)                 | 12,8   | 13,1   | 15,1   | 17,8   | 20,9   | 24,5   | 27,4   | 27,3   | 24,6   | 20,8   | 16,3   | 13,8   | 13,2     | 17,9     | 26,4     | 20,6     | 19,5 |
| T. min. media (°C)                 | 6,9    | 7,1    | 8,8    | 11,1   | 14,1   | 17,5   | 20,2   | 20,3   | 17,9   | 14,3   | 10,3   | 7,7    | 7,2      | 11,3     | 19,3     | 14,2     | 13,0 |
| Precipitazioni (mm)                | 81     | 76     | 72     | 47     | 49     | 33     | 12     | 33     | 49     | 80     | 98     | 62     | 219      | 168      | 78       | 227      | 692  |
| Giorni di pioggia                  | 6      | 5      | 6      | 5      | 6      | 4      | 2      | 3      | 4      | 6      | 8      | 5      | 16       | 17       | 9        | 18       | 60   |
| Eliofania assoluta (ore al giorno) | 4,5    | 5,2    | 6,0    | 7,3    | 8,2    | 9,5    | 10,5   | 9,4    | 7,6    | 6,5    | 4,8    | 4,8    | 4,8      | 7,2      | 9,8      | 6,3      | 7,0  |
| Vento (direzione-m/s)              | NE 3,8 | NE 4,2 | NE 4,4 | SW 4,6 | SW 4,5 | SW 4,4 | SW 4,2 | SW 4,1 | SW 4,1 | NE 4,1 | NE 4,0 | NE 3,9 | 4,0      | 4,5      | 4,2      | 4,1      | 4,2  |